# Azipod
Azipod (изписването на кирилица е рядко Азипод, от англ. azimuth – азимут, полярен ъгъл и pod – капсула, гондола на двигател) – бранд на фирмата ABB Group, под който се произвеждат съдови тягови управляеми двигателни установки (винто-рулеви колонки – ВРК). Изначално е разработен във Финландия в корабостроителницата Wärtsilä. Разновидност на азимутното подрулващо устройство.

## Принцип на действие
В традиционните двигателни системи двигателят се намира вътре в корпуса на съда, а въртенето се предава на движителя (винта) посредством междинни валове, понякога и през редуктор.
ВРК на Azipod се състои от тягов електромотор, разположен в отделен корпус – гондола (под).
Гребният винт се поставя директно на вала на електродвигателя, което позволява да се предава въртящия момент от двигателя непосредствено на винта, без междинни валове и редуктори. Отказът от междинните елементи позволява да се спестят енергийните загуби, които се получават при предаване на движението от двигателя на винта.
В изцяловъртящата си се версия азиподът може да се завърта на 360 градуса около вертикалната ос, заменяйки по този начин руля и рулевата машина. Обикновено употребата им е в комбинация, например, на круизния лайнер „Куйн Мери“ 2 са поставени два изцяловъртящи и два неподвижни азипода.
Установката е закрепена извън корпуса на съда с помощта на шарнирен механизъм и може да се върти около вертикалната ос на 360°, което позволява да се подобри маневреността на съда, както по курса, така и на скорост спрямо обикновените задвижващи установки. Освен това такова техническо решение намалява обема на машинното отделение, повишавайки товароподемността, което е много актуално за транспортните съдове.

## Съдове с двигателна установка „Azipod“
Над 90 съда от ледови клас в света са оборудвани с пропулсната система Azipod, над 50 от тях работят на територията на Русия. Максималната мощност на съда със система Azipod, съставлява 45 МВт. Технологията на винторулевите колонки на ABB позволява преодоляването на лед с дебелина над 2,1 метра, което позволява на съдовете да работят в Арктика без съпровождане от ледоразбивач.
- 15 ледови танкера-газовоза от класа Yamalmax, обслужващи проекта „Ямал СПГ“. Това са най-мощните съдове с ледови клас в света. Те са способни да плават по Северния морски път самостоятелно, без ледоразбивачи.
- Дизел-електрическите ледоразбивачи „Александър Санников“ и „Андрей Вилкицкий“. Построени са за компанията „Газпром нефт“.
- Контейнеровозът „Мончегорск“ — един от шестте арктически съда, построени за ГМК „Норилский Никел“. Първият товарен кораб, преодоляващ Северния морски път с помощта на системата Azipod без съпровождане от ледоразбивач.

- Кабелен съд „Atlantic Guardian“ – предназначен за полагане и обслужване на кабелни магистрални връзки по дъното на океана[2].
- Танкери проект Р-70046 – способни да плават в различни морета, предназначени са за превоз на нефт от нефтедобиващи платформи до разтоварен терминал в района на Мурманск.
- Круизни лайнери, например: Круизните съдове клас „Oasis“, „Zuiderdam“, „Carnival Legend“, „P&O Aurora“.
- Круизния кораб „Independence of the Seas“
- Вертолетоносачи тип „Мистрал“
- Ледоразбивач проект Aker ARC 130A („Александр Санников“).
- Дизел-електрическия ледоразбивач 25МВт от проекта 22600 („Балтийски завод-Корабостроене“)